# Krachiopsis giannuzzii
Krachiopsis giannuzzii is een slakkensoort uit de familie van de Cerithiopsidae. De wetenschappelijke naam van de soort is voor het eerst geldig gepubliceerd in 1999 door Smriglio & Mariottini.